# 上津桥
31°18′57″N 120°35′30″E / 31.31583°N 120.59167°E
上津桥位于中国江苏省苏州市姑苏区枫桥路，横跨上塘河，与下津桥东西相对，1982年被列为苏州市文物保护单位。

## 历史
上津桥为单孔半圆石拱桥，南北走向，长42.45米，宽3.7米，净跨12.2米，矢高5.9米；南北踏步共60级（南27级，北31级）。

## 画廊
- 东面
- 东面
- 桥顶
- 北面